# Lotopałanka hebanowa
Lotopałanka hebanowa (Petaurus gracilis) – gatunek torbacza z podrodziny Petaurinae w obrębie rodziny lotopałankowatych (Petauridae). Występuje w Australii, w północnym regionie stanu Queensland w zawsze zielonych lasach twardolistnych. Jest największym przedstawicielem rodzaju lotopałanka, średnia masa wynosi 405 g dla samców i 365 g dla samic, a średnia długość ciała odpowiednio 254 mm oraz 248 mm. Najbardziej charakterystyczne cechy lotopałanki hebanowej to długi, silnie owłosiony i chwytny ogon oraz fałdy skórne po obu stronach ciała, które umożliwiają lot ślizgowy.
Odżywia się głównie nektarem i pyłkiem kwiatowym, jak również drobnymi bezkręgowcami. Charakteryzuje go monogamia, lecz samica i samiec często zajmują osobne legowiska.

## Taksonomia
Gatunek po raz pierwszy zgodnie z zasadami nazewnictwa binominalnego opisał w 1883 roku brytyjski zoolog Charles Walter De Vis nadając mu nazwę Belideus gracilis. Miejsce typowe to region Cardwell, Queensland, Australia.
Historycznie P. gracilis był uważany za podgatunek lub synonim P. norfolcensis. Po jego ponownym odkryciu w 1989 roku, po braku obserwacji od 1886 roku, dokonano przeglądu jego taksonomii i uznano go za odrębny gatunek. Gatunek monotypowy.

### Etymologia
- Petaurus: gr. πεταυρον petauron „trampolina, skakać”, od πεταυριστης petauristēs „akrobata, balansista”[13][14].
- gracilis: łac. gracilis lub gracilus „smukły, szczupły, cienki”[15].

## Zasięg występowania
Lotopałanka hebanowa występuje w region przybrzeżnym północno-wschodniego Queensland od Hull River w pobliżu Tully na południe do Ollera Creek, około 40 km na południe od Ingham w północno-wschodniej Australii, w zawsze zielonych lasach twardolistnych, gdzie różnorodność roślin okrytonasiennych zapewnia dostępność pokarmu przez cały rok. Zamieszkuje obszar o powierzchni 141 122 hektary (1411,22 km2).

## Budowa
Długość ciała (bez ogona) 22–27 cm, długość ogona 30–39 cm; masa ciała samic 310–454 g, samców 337–500 g. Lotopałanka hebanowa jest największym przedstawicielem rodzaju lotopałanka. Posiada długi, silnie owłosiony i chwytny ogon. Posiada także fałdy skórne (ang. patagium) po obu stronach ciała od piątego palca przedniej kończyny aż do stawu skokowego. Palce zakończone są haczykowatymi pazurami, które służą do chwytania owadów obecnych pod korą drzew. Torba lęgowa otwiera się do przodu, zawiera dwa gruczoły mlekowe. Układ rozrodczy nie został dokładnie opisany.
| Wzór zębowy | Wzór zębowy | I | C | P | M |
| ----------- | ----------- | - | - | - | - |
| 40          | =           | 3 | 1 | 3 | 4 |
| 40          | =           | 1 | 1 | 3 | 4 |

## Zachowanie
Lotopałanka hebanowa jest zwierzęciem prowadzącym nocny tryb życia. Jej aktywność trwa od ośmiu do dziesięciu godzin każdej nocy; czas ten jest zbliżony w porach deszczowej i suchej.

### Odżywianie
Lotopałanka hebanowa żywi się przede wszystkim nektarem i pyłkiem kwiatowym, jak i bezkręgowcami. Pyłek stanowi jej główne źródło białka, według obserwacji trawione jest do 80% pyłku. Źródłem pokarmu roślinnego są drzewa z rodzajów eukaliptus, Corymbia oraz Melaleuca z rodziny mirtowatych. Ponadto w skład diety zwierzęcia wchodzą soki drzew Albizia procera oraz akacji wyniosłej. Z całego zajmowanego przez ten gatunek terytorium jedynie ok. 37% tego terenu obfituje w gatunki drzew, które stanowią główne źródło pokarmu roślinnego lotopałanki hebanowej.

### Rozmnażanie i cykl życiowy
Lotopałanki hebanowe żyją od 5 do 6 lat. Okres rozrodczy trwa od maja do października, co sprawia, że młode odzwyczajane są od pokarmu matki w porze deszczowej, kiedy to jest więcej pożywienia w postaci insektów. Samice rodzą raz do roku, wydając średnio 1,55 młodych na miot. Są w stanie mieć drugi miot w ciągu roku, jeżeli pierwszy straciły przed opuszczeniem torby lęgowej przez młode lub rozmnożyły się wcześnie w ciągu danego roku. Młode przestają żywić się mlekiem matki, gdy osiągają wiek 4–5 miesięcy, dojrzałość płciową osiągają w 12–18 miesiącu życia.

### Terytorium i struktura społeczna

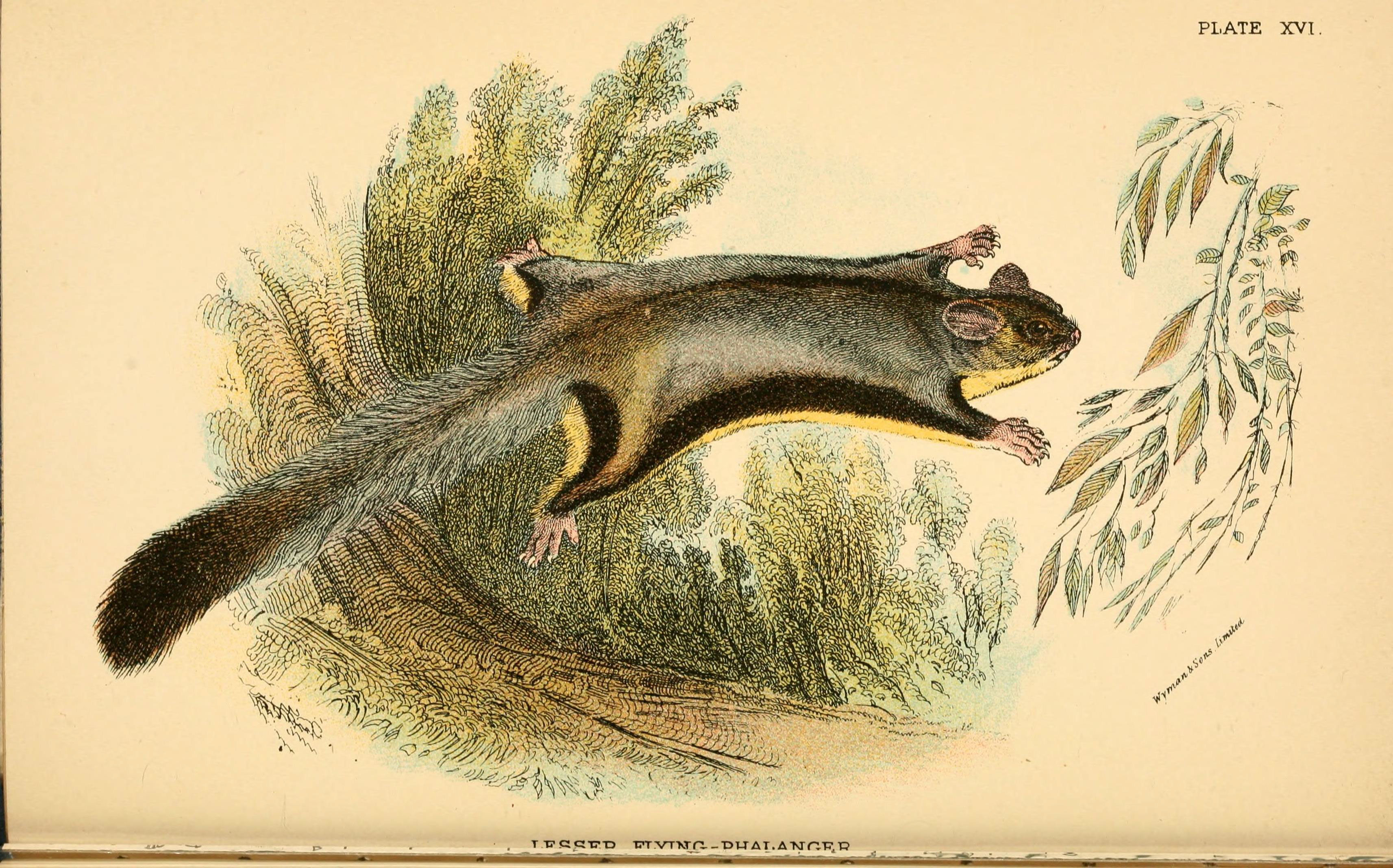
Rycina przedstawiająca lotopałankę hebanową w locie ślizgowym, pochodząca z atlasu zwierząt wydanego w końcu XIX wieku

Lotopałankę hebanową charakteryzuje monogamia. Najprawdopodobniej wynika ona z faktu, że samiec jest w stanie obronić tyle zasobów, aby przyciągnąć tylko jedną samicę bez zmniejszenia swojego sukcesu reprodukcyjnego. Samica i samiec często żyją w osobnych legowiskach, ponieważ ułatwia to obronę ich terytorium. Jedna para zajmuje terytorium o średniej wielkości 23,15 ha.

## Ekologia
Lotopałanka hebanowa najczęściej przemieszcza się lotem ślizgowym między drzewami. Gdy jest zmuszona do zejścia na ziemię, stanowi łatwy cel dla drapieżników. Polują na nią takie gatunki jak pyton ametystowy, kot domowy i kilka gatunków sów z rodzin płomykówkowatych i puszczykowatych. Zaobserwowano, że lotopałanka hebanowa i lotopałanka karłowata to gatunki sympatryczne, mogą konkurować o pokarm. Lotopałanka hebanowa jest znacznie większa, wobec czego wygrywa konkurencję o przestrzeń i ściga lotopałankę karłowatą, gdy ta zajmuje to samo drzewo.

## Ochrona

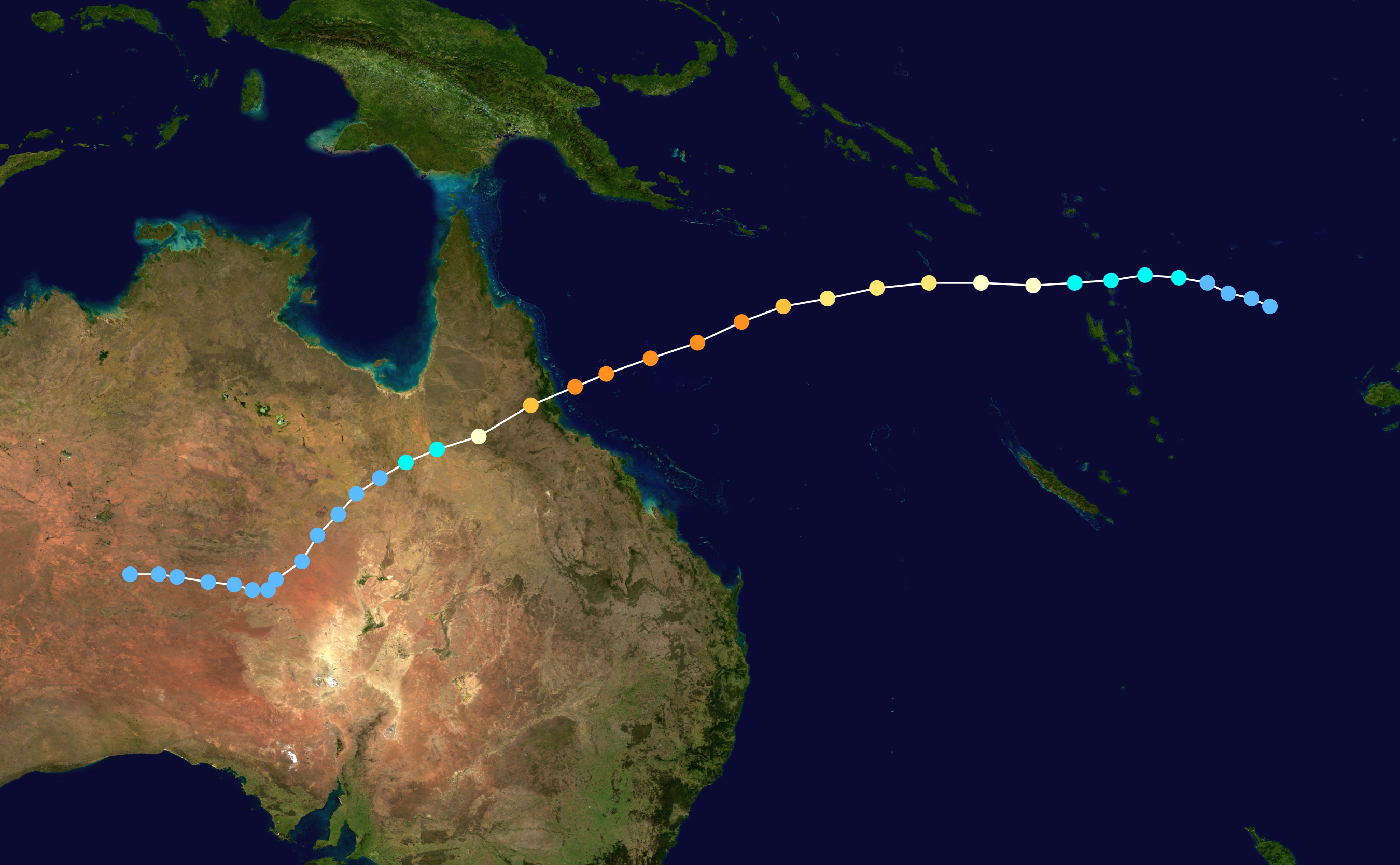
W naturalny habitat lotopałanki uderzył w 2011 roku cyklon Yasi

Lotopałanka hebanowa jest gatunkiem zagrożonym wyginięciem. Główne zagrożenie to ograniczanie jej terytorium występowania poprzez wycinkę lasów. Zagrożenia spotęgował cyklon Yasi, który 3 lutego 2011 roku uderzył w północną część stanu Queensland, gdzie ten gatunek występuje. W ostatnich latach habitat lotopałanki zmniejszył się o niemal połowę (z 276 880 hektarów do 141 122 hektarów).
Obecnie przeprowadzane badania nad tym gatunkiem ukierunkowane są na przywrócenie stanu populacji do optimum. Ze względu na to, że lotopałanka hebanowa bardzo rzadko porusza się po ziemi, bada się, czy stawianie drewnianych pali pomiędzy odseparowanymi od siebie częściami jej terytorium umożliwi jej przemieszczanie się między nimi.